# 玉置半右衛門

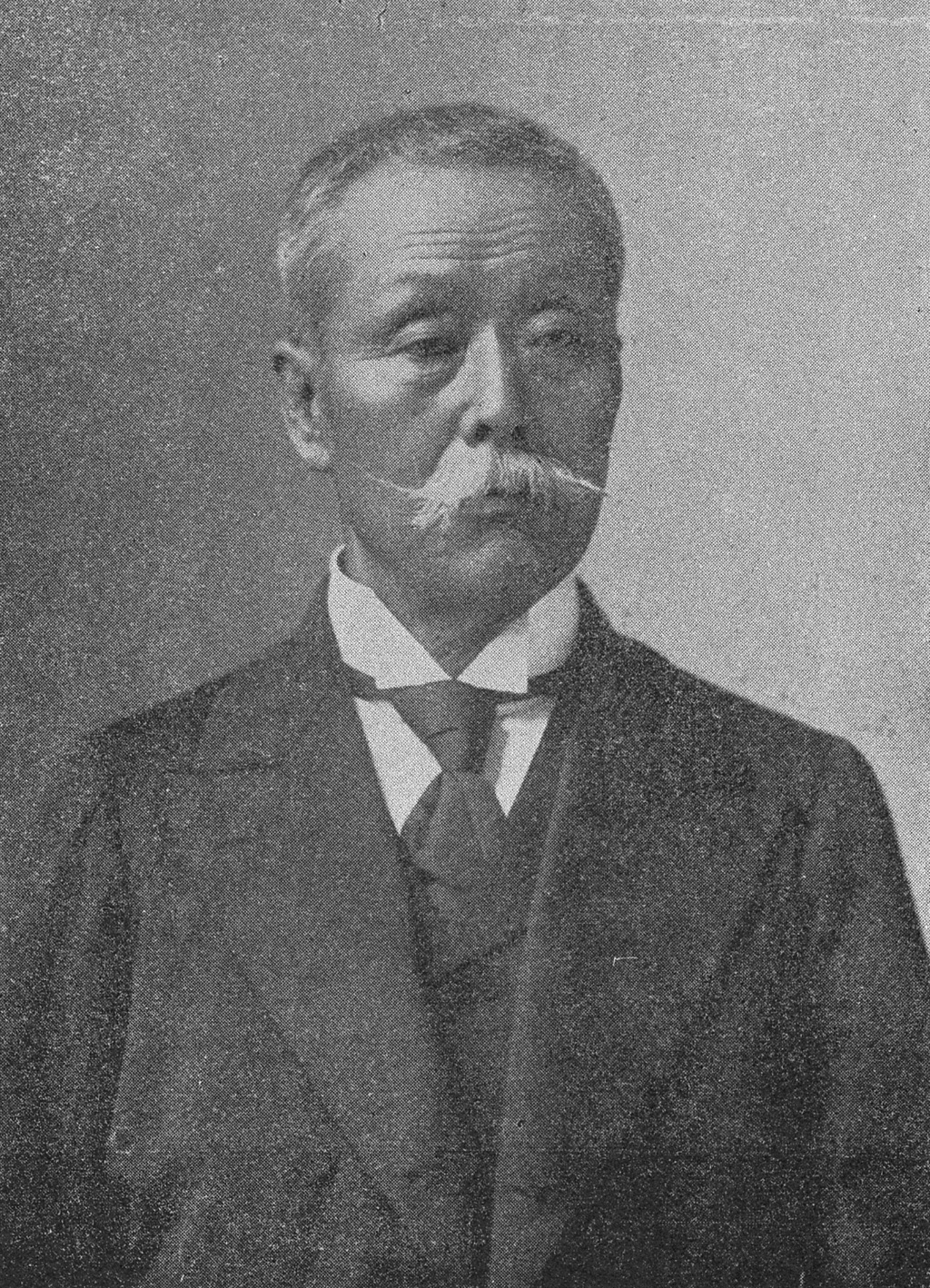
玉置半右衛門

玉置半右衛門（たまおき はんえもん、天保9年10月1日（1838年11月17日） - 明治43年（1910年）11月1日）は、明治時代の八丈島出身の実業家。南方諸島の開発を夢見ていた。鳥島を開拓して定期航路を開けば漂流民が助かるという建前で東京府から鳥島の借地権を得、富を得た。

## 前半生
伊豆八丈島の代官の子どもとして生まれる。1856年に江戸へ出た後、流人の一人から技術を学び、大工として働き始めた。19歳の時に一度江戸に出るが、商売に失敗した。翌年から2年間は開港されたばかりの横浜で大工仕事を行った。この時に羽毛布団と出会っている。
1862年（文久2年）、江戸幕府が小笠原諸島の開拓民を募集すると、これに応じて父島に渡った。しかし幕府の命により開拓は中止され八丈島に帰島した。1876年（明治9年）に明治政府が再び小笠原諸島開拓を計画するとこれに応募したが、開拓局と対立し2年後には島を去った。その後、妻が八丈島名産の黄八丈の販売で、玉置は八丈島と東京を結ぶ回漕業で財をなした。しかし無人島開拓への希望を常に持ち続けていた。

## 鳥島でのアホウドリ捕獲事業
鳥島でアホウドリ捕獲事業を展開した。その数は1887年（明治20年）の鳥島上陸から半年で10万羽、鳥島大噴火まで15年間で600万羽に及ぶ。アホウドリは羽毛や肉、卵や糞まで余すことなく利益となる資源であった。
1887年（明治20年）、津田仙が鳥島のアホウドリの糞の重要性に気づき、鳥島への下船許可を申し出たのに対して、玉置は牧畜開拓の名目で借地の許可を申し出る。津田の申し出は却下され、玉置の申し出が受理されたため鳥島に上陸する。1888年（明治21年）3月、内務省は鳥島の借地権を認めた。
東京府へ提出した開拓許可の請願書には鳥島を開拓して定期航路が開かれれば漂流民の悲劇を防げるとしていたが、実際にはアホウドリの乱獲が目的であり、上陸から1週間と経たないうちに1000羽以上乱獲している。1羽のアホウドリから約375g（100匁）の羽毛が取れたといい、その後も年平均40万羽のアホウドリを捕獲し、横浜のウインクレル商会などと取引契約を結び、1年間に10万斤を超える羽毛（アホウドリ30万羽分）を売りさばいた。この事業により巨万の財を得て、わずか数年のうちに全国の長者番付に名を連ねるようになり、「南洋事業の模範家」と賞賛され、1896年に帝国ホテルの向かいに築造した邸宅はアホウドリ御殿と呼ばれていたしかし、その裏で港や道路、家屋などの建設を公共事業と称して労働者には給料を支払わず、現地では住民の一揆騒動も発生した。また、開拓と称しながら実際には道路も港湾も建設されず、虚偽の報告を当局へ行っていたことが視察に訪れた小笠原島司の阿利孝太郎によって判明している。
その後、1902年（明治35年）に鳥島が大噴火し、アホウドリの捕獲に関わっていた玉置の人足ら島民125人全員が死亡した。そのため、当時はこの噴火を「アホウドリの祟り」などと噂する声もあった。しかしその頃は既に鳥島に見切りをつけて家族と共に1893年に東京に移住していたが、新聞で鳥島大噴火の惨状が伝えられると義捐金の広告を掲載して自分の事務所を受け取り窓口とし、皇室をはじめ全国から多額の義捐金を受け取った。その上、大噴火から1年と経たないうちに新たな開拓民29人を送り込み、アホウドリの乱獲を再開した。これらの開発によって鳥島のアホウドリは急速に減少、大正時代に入ってアホウドリの乱獲は終わり、鳥島は再び無人島となった。
1906年（明治39年）、アホウドリが絶滅危機にあることを認めた国は、アホウドリを保護鳥に指定し、1933年（昭和8年）に捕獲を禁止したものの、減少に歯止めはかからず、1949年（昭和24年）には絶滅したと報告された（その後再発見）。捕獲が禁止されるまでに推定約1,000万羽が乱獲されたとされる。
アホウドリ乱獲の罪は玉置個人にあるのではなく、その羽毛を求めた人、さらに事業を見て見ぬふりをし野生生物の保護意識が欠如していた戦前の日本人自身にあるといえる。

## 南大東島
1900年（明治33年）当時無人島であった大東諸島・南大東島へ入植者を送って開拓を行い、サトウキビの栽培により精糖事業を軌道に乗せた。入植費用と生活費は玉置が出し、30年後、入植者には現地の土地が与えられる約束であった。島には病院や学校、トロッコ鉄道や防風林も整備された。また、大東島紙幣（玉置紙幣とも）と呼ばれる紙幣に類似した商品引換券を流通させた。現地の指揮にあたった玉置の息子の鍋太郎と鎌三郎は放蕩に明け暮れ、入植者から「鍋大将」「鎌大将」と揶揄された。鎌大将はたばこの不始末で山火事を起こし、一週間にわたって炎上させた。また玉置の死後、後述のように事業は売却されたため、土地譲渡の約束は事実上反故にされてしまった。この問題は1964年、当時の琉球列島高等弁務官であるポール・W・キャラウェイが土地所有権を住民に帰属させる裁定を下すことで一応の解決をみた。

## その後
過労から肝臓病に罹り、1910年（明治43年）に73歳で死亡した。3人の息子が遺産を相続するが、遺産を巡る争いなどから、玉置商会の経営は不振となり、1916年、南大東島の土地や事業は東洋製糖に売却された。

## 関連文献
- 望月雅彦「玉置半右衛門と鳥島開拓--明治期邦人の南洋進出の視点から」南島史学40、1992年10月
- 石原俊「自由な帝国の臨界 : 世紀転換期の「南洋」をめぐる言説と実践を焦点に」京都社会学年報13、2005年
- 尖閣諸島文献資料編纂会『尖閣諸島・古賀村盛衰考』《2017年度尖閣研究 IV》日本財団尖閣諸島文献資料編纂会、2018年、389頁。「II.  アホウドリ羽毛採集から、剥製、カツオ節製造へ」